# تلمبه سمیعی
تلمبه سمیعی یک منطقهٔ مسکونی در ایران است که در دهستان بهرمان واقع شده‌است. تلمبه سمیعی ۴ نفر جمعیت دارد.